# KNVB Beker 1966/67
Het seizoen 1966/67 van de KNVB Beker was de 49e editie van de Nederlandse voetbalcompetitie met als inzet de KNVB Beker en een plek in de Europa Cup II. Aan het toernooi namen 32 ploegen deel. Ajax won de beker, door in de finale met 2-1 van NAC te winnen.
In tegenstelling tot seizoen 1965/66 was er geen groepsfase. De eerste ronde met 32 ploegen vond plaats op 2 april 1967.

## Eerste ronde
Opmerkelijk was dat de clubs die op dat moment nummers één en twee in de competitie waren, Ajax en Feijenoord, tegen elkaar lootten.
| Datum        | Wedstrijd                      | Uitslag                    | Scoreverloop |
| ------------ | ------------------------------ | -------------------------- | --- |
| 2 april 1967 | Xerxes – PSV                   | 2 – 1 (1 – 0)              | 1' Rob Jacobs 1-0, 72' Rob Jacobs 2-0, 90' Wim van den Dungen 2-1                                                                            |
| 2 april 1967 | GVAV – Go Ahead                | 0 – 3 (0 – 2)              | 23' Wietse Veenstra 0-1, 35' Piet Fransen (e.d.) 0-2, 84' Peter Ressel 0-3                                                                   |
| 2 april 1967 | Willem II – Elinkwijk          | 0 – 0 n.v.                 | Elinkwijk wint na strafschoppen |
| 2 april 1967 | Ajax – Feijenoord              | 3 – 1 (3 – 0)              | 10' Klaas Nuninga 1-0, 25' Piet Keizer 2-0, 43' Johan Cruijff 3-0, 64' Thijs Libregts (pen) 3-1                                              |
| 2 april 1967 | Volendam – RBC                 | 6 – 1 (3 – 1)              | 14' Johan Pelk 1-0, 16' Dick Tol 2-0, 33' Ben Redel 2-1, 44' Dick (Kits) Sier 3-1, 77' Dick Tol 4-1, 85' Dick Tol 5-1, 89' Gerrie Mühren 6-1 |
| 2 april 1967 | Sittardia – Sparta             | 0 – 1 n.v.                 | 117' Ad Vermolen 0-1 |
| 2 april 1967 | Eindhoven – Blauw-Wit          | 0 – 1 n.v.                 | 95' Piet de Waal 0-1 |
| 2 april 1967 | SC Cambuur – ADO               | 0 – 1 n.v.                 | 92' Henk Houwaart 0-1 |
| 2 april 1967 | Alkmaar '54 – MVV              | 0 – 2 (0 – 0)              | 56' Gerard Hoenen 0-1, 80' Zef Geurten 0-2                                                                                                   |
| 2 april 1967 | FC Den Bosch/BVV – Fortuna '54 | 2 – 1 n.v. (1 – 1) (1 – 0) | 26' Wim van Helvoort 1-0, 87' Jef Vliers 1-1, 93' Karel Paulides 2-1                                                                         |
| 2 april 1967 | RCH – FC Twente '65            | 4 – 1 (1 – 0)              | 43' Jan Doesselaar 1-0, 61' Paja Samardžić 1-1, 63' Gerrie de Goede 2-1, 83' Dick Meijer 3-1, 87' Koos van Weerlee 4-1                       |
| 2 april 1967 | DOS – DWS                      | 2 – 3 (1 – 1)              | 4' Johan Plageman 1-0, 42' Frans Geurtsen 1-1, 50' Piet Kruiver 1-2, 77' Nico Hardeman 2-2, 82' Piet Kruiver 2-3                             |
| 2 april 1967 | FC Zaanstreek – D.F.C.         | 0 – 1 (0 – 0)              | 90' Jan Klijnjan 0-1 |
| 2 april 1967 | N.E.C. – NAC                   | 0 – 1 (0 – 1)              | 28' Ad Graaumans 0-1 |
| 2 april 1967 | Holland Sport – Telstar        | 0 – 0 n.v.                 | Telstar wint na strafschoppen |
| 2 april 1967 | Heracles – Vitesse             | 4 – 0 (2 – 0)              | 15' Koos Knoef 1-0, 23' Aleksandar Nikolić 2-0, 49' Dick Reekers 3-0, 80' Hans Roordink 4-0                                                  |

## Tweede ronde
Van de acht ploegen die in de tweede ronde wonnen, speelden slechts drie in de Eredivisie.
| Datum      | Wedstrijd                    | Uitslag                    | Scoreverloop |
| ---------- | ---------------------------- | -------------------------- | --- |
| 7 mei 1967 | Heracles – ADO               | 3 – 0 (1 – 0)              | 5' Dick Reekers 1-0, 56' Hans Roordink 2-0, 81' Hans Roordink 3-0 |
| 7 mei 1967 | Volendam – Telstar           | 3 – 2 n.v. (2 – 2) (0 – 1) | 43' Jac Cleeren 0-1, 65' Gerrie Mühren 1-1, 71' Jack Hoogland 2-1, 86' Tjeerd Kort 2-2, 108' Gerrie Mühren 3-2                                                                   |
| 7 mei 1967 | RCH – Elinkwijk              | 3 – 0 (0 – 0)              | 66' Dick Meijer 1-0, 73' Dick Meijer 2-0, 88' Ries Coté 3-0 |
| 7 mei 1967 | NAC – Xerxes                 | 2 – 0 (0 – 0)              | 53' Frans Bouwmeester 1-0, 75' Frans Bouwmeester 2-0 |
| 7 mei 1967 | FC Den Bosch/BVV – Blauw-Wit | 1 – 2 (1 – 0)              | 16' Gerard van de Kerkhof 1-0, 51' Piet Witschge 1-1, 59' Jan Royé 1-2 |
| 7 mei 1967 | Go Ahead – Sparta            | 1 – 0 (0 – 0)              | 82' Gerard Somer (pen) 1-0 |
| 7 mei 1967 | Ajax – DWS                   | 7 – 1 (2 – 1)              | 4' Frans Geurtsen 0-1, 9' Piet Keizer 1-1, 25' Johan Cruijff 2-1, 47' Piet Keizer 3-1, 54' Sjaak Swart 4-1, 67' Sjaak Swart 5-1, 75' Johan Cruijff 6-1, 86' Henk Groot (pen) 7-1 |
| 7 mei 1967 | MVV – D.F.C.                 | 0 – 2 (0 – 0)              | 47' Piet Vrauwdeunt 0-1, 60' Piet Vrauwdeunt 0-2 |

## Kwartfinales
De drie overgebleven Eredivisieploegen, Ajax, Go Ahead en NAC, wisten alle hun wedstrijd te winnen. De vierde ploeg die zich wist te kwalificeren voor de halve finale was het Amsterdamse Blauw-Wit.
| Datum       | Wedstrijd            | Uitslag                    | Scoreverloop                                                           |
| ----------- | -------------------- | -------------------------- | ---------------------------------------------------------------------- |
| 18 mei 1967 | D.F.C. – Ajax        | 0 – 1 (0 – 1)              | 23' Sjaak Swart 0-1                                                    |
| 18 mei 1967 | RCH – Go Ahead       | 0 – 1 (0 – 0)              | 72' Oeki Hoekema 0-1                                                   |
| 18 mei 1967 | Blauw-Wit – Heracles | 1 – 0 (0 – 0)              | 26' Koos de Groot 1-0                                                  |
| 18 mei 1967 | NAC – Volendam       | 2 – 1 n.v. (1 – 1) (1 – 0) | 42' Martin Snoeck 1-0, 88' Gerrit Vlak 1-1, 95' Jan van Gorp (pen) 2-1 |

## Halve finales
| Datum       | Wedstrijd       | Uitslag                    | Scoreverloop |
| ----------- | --------------- | -------------------------- | --- |
| 28 mei 1967 | Go Ahead – Ajax | 1 – 2 n.v. (1 – 1) (0 – 1) | 35' Henk Groot 0-1, 54' Jan Boekestein 1-1, 100' Johan Cruijff 1-2                                                                                              |
| 28 mei 1967 | NAC – Blauw-Wit | 4 – 3 n.v. (3 – 3) (2 – 1) | 15' Jan Royé 0-1, 20' Jacques Visschers 1-1, 43' Frans Bouwmeester 2-1, 70' Piet Witschge 2-2, 80' Han Meijer 2-3, 85' Ad Graaumans 3-3, 108' Martin Snoeck 4-3 |

## Finale
De finale vond plaats op woensdag 7 juni 1967. De beslissing, een doelpunt van Klaas Nuninga, viel in de eerste minuut van de tweede helft van de verlenging. Met de winst in de bekercompetitie en het eerder behaalde landskampioenschap haalde Ajax dit seizoen de dubbel.
Omdat Ajax al landskampioen was, kreeg verliezend finalist NAC het recht om te starten in de Europacup II 1967/68.
|                               |                                      |                      |                   |                                                                        |
| 7 juni 1967 Finale KNVB Beker | Ajax                                 | 2 – 1 (0 – 0, 1 – 1) | NAC               | De Meer, Amsterdam Toeschouwers: 21.000 Scheidsrechter: Lau van Ravens |
| 7 juni 1967 Finale KNVB Beker | Johan Cruijff 64' Klaas Nuninga 106' |                      | 86' Karel Vesters | De Meer, Amsterdam Toeschouwers: 21.000 Scheidsrechter: Lau van Ravens |

| Ajax          |  |                     |
|               |  |                     |
| DM            |  | Gert Bals           |
|               |  | Wim Suurbier        |
|               |  | Ton Pronk           |
|               |  | Velibor Vasović     |
|               |  | Theo van Duivenbode |
|               |  | Henk Groot          |
|               |  | Bennie Muller       |
|               |  | Sjaak Swart         |
|               |  | Johan Cruijff       |
|               |  | Klaas Nuninga       |
|               |  | Piet Keizer         |
| Trainer:      |  |                     |
| Rinus Michels |  |                     |

| NAC       |  |                    |
|           |  |                    |
| DM        |  | Peter van de Merwe |
|           |  | Jan van Gorp       |
|           |  | Frits van Ierland  |
|           |  | Ati Graaumans      |
|           |  | Adri Pelkmans      |
|           |  | Nico Rijnders      |
|           |  | Karel Vesters      |
|           |  | Frans de Grauw     |
|           |  | Frans Bouwmeester  |
|           |  | Frans Vermeulen    |
|           |  | Ad Graaumans       |
| Trainer:  |  |                    |
| Bob Janse |  |                    |

| KNVB Beker 1966/67 |
| ------------------ |
| Ajax Vierde titel  |

Seizoenen: 1898/99 · 1899/00 · 1900/01 · 1901/02 · 1902/03 · 1903/04 · 1904/05 · 1905/06 · 1906/07 · 1907/08 · 1908/09 · 1909/10 · 1910/11 · 1911/12 · 1912/13 · 1913/14 · 1914/15 · 1915/16 · 1916/17 · 1917/18 · 1918/19 · 1919/20 · 1920/21 · 1921/22 · 1922/23 · 1923/24 · 1925 · 1925/26 · 1926/27 · 1927/28 · 1928/29 · 1929/30 · 1930/31 · 1931/32 · 1932/33 · 1933/34 · 1934/35 · 1935/36 · 1936/37 · 1937/38 · 1938/39 · 1939/40 · 1940/41 · 1941/42 · 1942/43 · 1943/44 · 1944/45 · 1945/46 · 1946/47 · 1947/48 · 1948/49 · 1949/50 · 1950/51 · 1951/52 · 1952/53 · 1953/54 · 1954/55 · 1955/56 · 1956/57 · 1957/58 · 1958/59 · 1959/60 · 1960/61 · 1961/62 · 1962/63 · 1963/64 · 1964/65 · 1965/66 · 1966/67 · 1967/68 · 1968/69 · 1969/70 · 1970/71 · 1971/72 · 1972/73 · 1973/74 · 1974/75 · 1975/76 · 1976/77 · 1977/78 · 1978/79 · 1979/80 · 1980/81 · 1981/82 · 1982/83 · 1983/84 · 1984/85 · 1985/86 · 1986/87 · 1987/88 · 1988/89 · 1989/90 · 1990/91 · 1991/92 · 1992/93 · 1993/94 · 1994/95 · 1995/96 · 1996/97 · 1997/98 · 1998/99 · 1999/00 · 2000/01 · 2001/02 · 2002/03 · 2003/04 · 2004/05 · 2005/06 · 2006/07 · 2007/08 · 2008/09 · 2009/10 · 2010/11 · 2011/12 · 2012/13 · 2013/14 · 2014/15 · 2015/16 · 2016/17 · 2017/18 · 2018/19 · 2019/20 · 2020/21 · 2021/22 · 2022/23 · 2023/24 · 2024/25
Finales: 2013 · 2014 · 2015 · 2016 · 2017 · 2018 · 2019 · 2020 · 2021 · 2022 · 2023 · 2024
Nederland: Eredivisie · Eerste divisie · Tweede divisie · Derde divisie/Topklasse · KNVB Beker
Europa: Champions League · Europa Cup I · Europa Cup II · Europa League · UEFA Cup · Jaarbeursstedenbeker · Intertoto Cup